# Brodogradilište specijalnih objekata
Brodogradilište specijalnih objekata (BSO) je dioničko društvo u vlasništvu Brodosplita. Bavi se projektiranjem, gradnjom, opremanjem i obnavljanjem kako civilnih, tako i vojnih plovila. 
BSO je specijaliziran za proizvodnju:
- putničkih brodova za kružna putovanja (najpoznatiji su Amorella i Isabella proizvedeni za Viking Line)
- brzih aluminijskih brodova
- ophodnih brodova
- trajekata (npr. Supetar, Cres, Biokovo, Jadran, Laslovo, Kijevo, Ston za Jadroliniju)
- katamarana
- jahti
- podmornica
- teretnih brodova
- tankera

## Vanjske poveznice
- Službene stranice  Arhivirana inačica izvorne stranice od 17. svibnja 2014. (Wayback Machine)
- Brodosplit d. d. Hrvatska tehnička enciklopedija, portal hrvatske tehničke baštine. LZMK